# Колосов, Юрий Георгиевич
Юрий Георгиевич Колосов (21 марта 1924, Деребчин, Подольская губерния — 1 февраля 2002, Киев) — советский и украинский археолог, Доктор исторических наук (1986), исследователь палеолита и мезолита в Крыму.

## Биография
Участник Великой Отечественной войны. Имел боевые награды. Окончил Киевский университет (1949).
После войны работал на Кавказской научно-исследовательской карстово-спелеологической станции. В 1952-54 годах — в крымском филиале АН СССР (Симферополь). С 1954 года — в Институте археологии НАН Украины (Киев): 1986-90 — ведущий научный сотрудник, 1990-98 — ведущий научный сотрудник-консультант. С 1969 года возглавлял «Крымскую палеолитическую экспедицию», которая раскопала и ввела в научный оборот ряд многослойных середнепалеолитных стоянок, в том числе несколько десятков памятников в Красной балке, среди которых Заскельна V и VI. Работал в области культурной дифференциации и периодизации памятников среднего палеолита Крыма, прорабатывал вопросы взаимодействия первобытного человека и окружающей среды.
Умер 2 февраля 2002 года в Киеве. Похоронен на Байковом кладбище.

## Работы
Автор около 110 научных работ, в том числе пяти монографий.
- Ю. Г. Колосов. Раскопки пещеры Кара-Коба в Крыму // Журнал КСИА АН УССР. — 1960. — Вып. 10. — С. 17—22.
- Шайтан-Коба, мустьерская стоянка Крыма. К., 1972;
- Белая скала. Сф., 1977;
- Мустьерские стоянки района Белогорска. К., 1983;
- Аккайская мустьерская культура. К., 1986;
- Ранний палеолит Крыма. К., 1993 (соавт.);
- Алешин грот — новая мустьерская стоянка в Крыму (предварительное сообщение) // Археологический альманах. 1995. № 5.
- Работы на Google